# Display Serial Interface

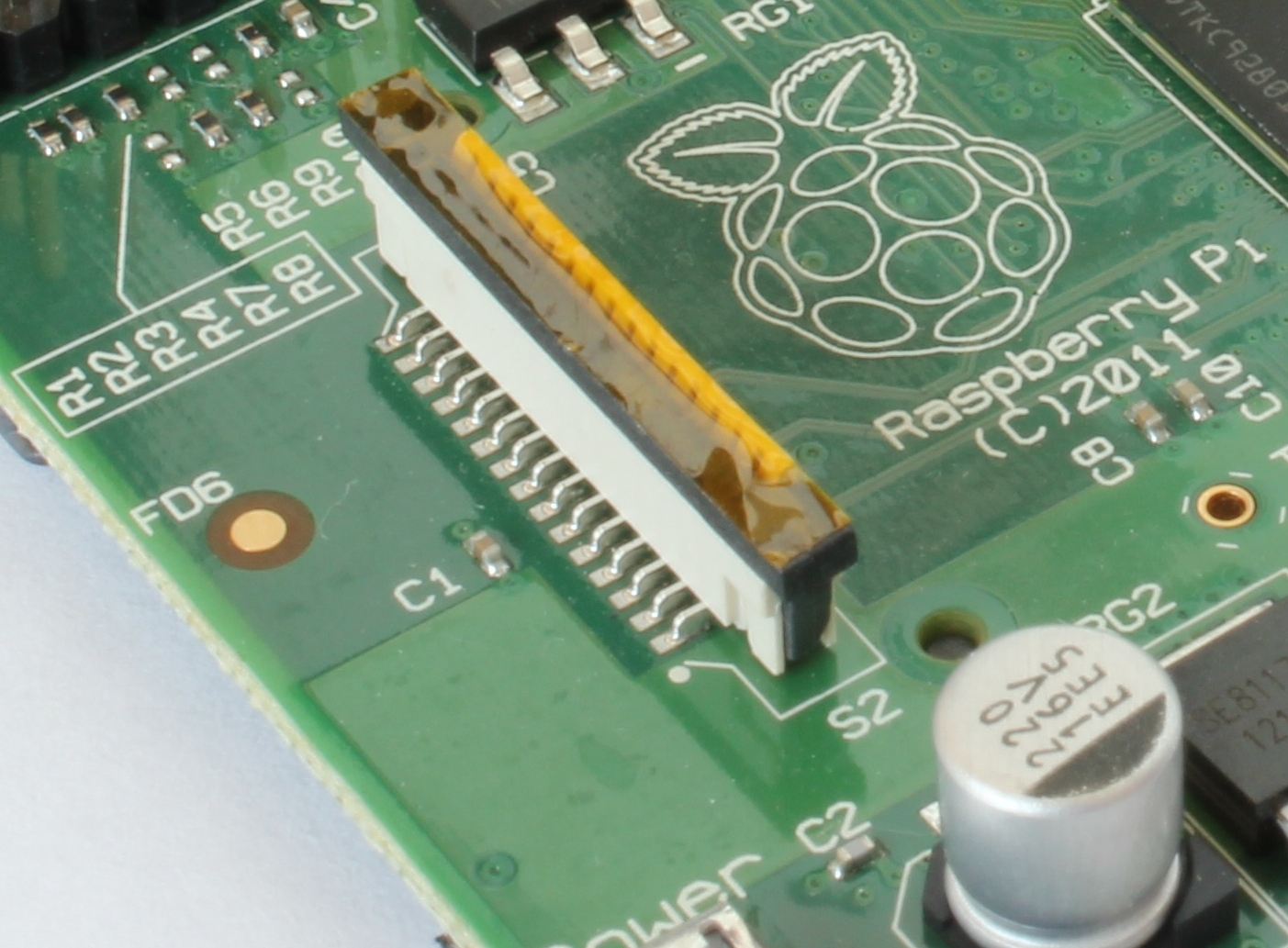
Разъем Display Serial Interface на одноплатном компьютере Raspberry Pi. 15-контактный разъем для гибкого плоского шлейфа, 2 lane для передачи данных, 1 lane тактовых сигналов, линии 3.3 вольта и земли.

Display Serial Interface (DSI) — спецификация Mobile Industry Processor Interface (MIPI) Alliance, направленная на снижение затрат на дисплейную подсистему в мобильных устройствах. В основном она ориентирована на LCD и тому подобные технологии дисплея. Спецификация определяет последовательную шину и протокол связи между хостом (источник изображения) и устройством (получателем изображения).

## История
Альянс MIPI был создан в 2003 году с целью установления стандартов в компонентах мобильной индустрии. Первая версия MIPI DSI, версия 1.0, была выпущена в 2005 году. MIPI DSI v1.1 была выпущена в 2007 году и добавила такие функции, как «Командный режим» для прямой отправки команд и данных на модули дисплея с помощью контроллера дисплея. DSI v1.2, выпущенный в 2011 году, увеличил длину видеопакета и расширил командный режим.  DSI v1.3 был выпущен в 2013 году. Версии DSI 1.4 и DSI-2 были выпущены в 2016 и 2018 годах соответственно.

## Описание
На физическом уровне, DSI определяет высокоскоростную дифференциальную передачу сигналов точка-точка по последовательной шине. Эта шина включает в себя одну линию высокой тактовой частоты и одну или несколько линий данных. Каждая линия состоит из двух проводов (для дифференциальной передачи сигналов). По всем линиям сигналы передаются от хоста DSI к устройству DSI, за исключением первой линии данных (линия 0), которая поддерживает функцию разворота шины (bus turnaround, BTA), то есть может менять направление передачи. Если используется более одной линии, они работают параллельно, передавая каждый следующий байт на следующей линии. То есть, если используются 4 линии, то 4 бита передаются одновременно, по одному на каждую линию. Связь работает либо в режиме низкого энергопотребления (low power, LP), либо в режиме высокой скорости (high speed, HS). В режиме низкого энергопотребления, сигнал высокой тактовой частоты отключен, и сигнал синхронизации встроен в данные. В этом режиме скорости передачи данных недостаточно, чтобы управлять дисплеем, но он может использоваться для передачи команд и информации о конфигурации. Высокоскоростной режим разрешает сигнал высокой тактовой частоты (в диапазоне частот от десятков мегагерц до более одного гигагерца), который действует как синхронизация для линий данных. Тактовые частоты варьируются в зависимости от требований дисплея. В высокоскоростном режиме также достигается низкое энергопотребление благодаря низкому напряжению сигналов и возможности параллельной передачи.
Коммуникационный протокол описывает два набора инструкций. Набор Device Command Set (DCS) определяет общие команды для управления дисплеем, и их формат определяется стандартом DSI. Стандарт определяет регистры, к которым можно обратиться и за что они отвечают. Стандарт включает в себя основные команды, такие как сон, включение и инверсия дисплея. Набор инструкций Manufacturer Command Set (MCS) определяет пространство команд, специализированных для устройства, которые определяются производителем устройства. Это могут быть команды, необходимые для управления энергонезависимой памятью, установка конкретных регистров устройства (например, гамма-коррекция), или для выполнения других действий, не описанных в стандарте DSI. Формат пакета обоих наборов определяется стандартом DSI. Есть длинные и короткие пакеты, длина короткого пакета составляет 4 байта, длинный пакет может быть любой длины до 2^16. Пакеты включают следующие поля: DataID, количество слов, код коррекции ошибки (ECC), данные и контрольная сумма (CRC). Команды, которые требуют чтения данных от устройства, вызывают событие BTA, которое позволяет устройству ответить с запрашиваемыми данными. Устройство не может инициировать передачу, оно может ответить только для размещения запросов.
Изображение передается на шине, чередуясь с сигналами для интервалов горизонтальной и вертикальной развертки. Данные отображаются на дисплее в режиме реального времени, и не хранятся на устройстве. Это позволяет изготавливать простые устройства отображения без буферной памяти кадра. Однако, это также означает, что дисплей должен постоянно обновляться (с частотой, например, 30 или 60 кадров в секунду) или он потеряет изображение. Изображение передается только в режиме HS. При работе в режиме HS, команды передаются в интервале кадровой развертки.

## Использование
Его можно использовать для управления дисплеями и сенсорным управлением, часто используемым в смартфонах, планшетах, автомобильных приборных панелях и информационно-развлекательных системах. Так же иногда используется в качестве промежуточного устройства (моста) для подключения через другие интерфейсы, например HDMI.
Примеры отладочных плат, на которых используется DSI:
- Raspberry Pi — на устройстве имеется слот DSI[5]
- Discovery kit с STM32MP157A [6]
- "Raspberry Pi"-подобные системы для встраиваемых систем.